# Kollikodon ritchiei
Kollikodon ritchiei és una espècie extinta de monotrema de la família dels kol·likodòntids que visqué durant el Cretaci inferior. És conegut únicament a partir d'un fragment de mandíbula amb una dent premolar i dues molars trobats a Lightning Ridge, a Nova Gal·les del Sud (Austràlia). És l'única espècie coneguda del gènere Kollikodon.